# Chiara Bücher
Chiara Bücher (* 10. Dezember 2003) ist eine deutsche Fußballspielerin.

## Karriere

### Vereine
Bücher spielte für die U17-Juniorinnen des SC 13 Bad Neuenahr in der B-Juniorinnen-Bundesliga West/Südwest und kam in der Spielzeit 2019/20 zu drei Einsätzen für die Frauenmannschaft in der Regionalliga Südwest. Während ihrer Zeit in Bad Neuenahr gehörte sie daneben zum Kader der Auswahlmannschaften des Fußballverbands Rheinland und nahm mit diesen 2018 und 2019 am U16- sowie 2019 am U18-DFB-Länderpokal teil. Zur Saison 2020/21 wechselte Bücher zum Bundesligisten Bayer 04 Leverkusen, wo sie einen Zweijahresvertrag unterzeichnete. Ihr Bundesligadebüt feierte sie am 27. September 2020 (3. Spieltag) bei der 0:2-Auswärtsniederlage gegen den 1. FFC Turbine Potsdam mit ihrer Einwechslung für Jessica Wich in der 75. Minute. Am 21. März 2021 erzielte sie gegen den MSV Duisburg ihr erstes Bundesligator.
Auf die Saison 2023/24 hin wechselt sie zum FC Zürich Frauen in die Schweizer Super League. Sie unterschrieb einen Zweijahresvertrag.

### Nationalmannschaft
Ihr Debüt als Nationalspielerin gab sie am 17. Februar 2021 für die U19-Nationalmannschaft, die in Marbella das Testspiel gegen die Auswahl Norwegens mit 7:0 gewann.